# إلكسندرا بارك (تورونتو)
الكسندرا بارك هي حي تقع في وسط مدينة تورونتو، أونتاريو، كندا.الكسندرا بارك محصورة بين غرب شارع دونداس في الشمال وشارع سبادينا في الشرق وغرب شارع كوين في الجنوب وشارع باثرست في الغرب. تتكون الكسندرا بارك من منازل عامة وخاصة مع صف التجزيئية على طول غرب شارع كوين وشارع سبادينا وبعض مؤسسيه والعديد من المباني التجارية الموزعة في الحي. يأخذ الحي أسمه من الكسندرا بارك، حديقة محليه في الزاوية الجنوبية الشرقية غرب شارع دونداس وشارع باثرست. سميت الحديقة للملكة الكسندرا، زوجة الملك إدوارد الثامن، ملك الأول المستقبل لزيارة تورونتو.

## التاريخ
التاريخ المسجل للمنطقة تبدأ مع الدراسة الاصلية لشاطئ الشمالي من بحيرة اونتاريو تولها أغسطس جونز في 1791. أنشئت الدراسة خط أساسي قريب لتدعى شارع لوت (أعيدت تسميته مؤخرا شارع كوين).
المنطقة معروفة الآن بالكسندرا بارك كانت هي الأجزاء الجنوبية الكثير من16,17,18 من الامتياز 1من بلدة يورك.
عندما أسست مدينة تورونتو في سنه 1834، تتضمن المنطقة 400 يارده (وحدة قياس) لشمال شارع كوين، الموقع تقريبا شارع قرانج من يومنا الحالي. باقي المنطقة ضمتها المدينة في سنه 1859.
تم شراء المنطقة من عائلة دنسون في 1841 من السيد كاسمر جزوسكي، وهو مهندس بولندي بناء منزله الكبير ويسميها «الصالة» وهي الآن الزاوية الجنوبية الشمالية من غرب شرع دونداس وشارع باثرست. نشاء الحي حول منزل جزوسكي الذي كان مأهول بشكل كبير من المهاجرين البولنديين والأوكرانيين في عقد 1920و عقد 2930. في عقد 1960، هدمت الصالة والعديد من المنازل المحيطة لصنع طريق لمشروع المنازل العامة. جلب مشروع المنازل العامة العديد من المهاجرين من الكاريبيوشرق أفريقيا والصين وفيتنام. الكسندرا بارك هي معروفه ولديها واحد من أكبر المجتمعات الكندية الأفريقية في تورونتو. والناس من الأصل الأمريكي الافريقي لايزال واضح في هذا الحي. في عقد 1970و عقد 80 أنشئت التوترات العرقية بين المهاجرين الأوكرانيين والبولنديين والمهاجرين الجدد. ظهرت عصابة كنديه أفريقية سيئة السمعة تسمى بأصول المشروع. المخدرات والعنف من المشكلات الضخمة. المخدرات في هذا الوقت، اجتاح وباء الكراك المنطقة. في أوائل عقد 90 مجموعه من السكان الكسندرا بارك سعوا إلى تحويل المجمعات السكنية الحكومية إلى منازل تعاونينه حكم ذاتي. في أمر لمحاولة لصنع اختلاف في تكافح المجتمع في جهود ليتوقف الظلم وحروب المخدرات المشروع الذي يواجه العديد من العقود السابقة. اليوم استعادت الكسندرا بارك من معركتها القاسية في الماضي وصنع جهود لتعود شريحة جديده.

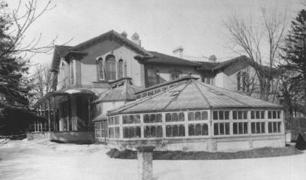
صالة جزوسكي في صالة الكسندرا, 1896. فرع المكتبة العامة تورونتو حاليا يحتل موقع الصالة.

## المستقبل
بعد فترة طويله من التشاور الاجتماعي، أكلمت مؤسسه الإسكان الاجتماعي تورونتو الخطط لتنشيط الرئيسي أتكينسون التعاونية والمناطق المحيطة بالكسندرا بارك. قدمت مؤسسه الإسكان الاجتماعي تورونتو تعديل الخطة الرئيسية وإعادة تقسيم التطبيقات في 11مارس2011 وعقدت لقاء اجتماعي في 27يونيو2011 لتقديم الخطة لسكان المحليين. تتضمن الخطة تغيرات رئيسية للحي، مراحل في اعلى فتره وهي 15 سنه. العديد من الشوارع التي أغلقت عندما كان المجمع في المراحل الأولى سيتم اعاده فتحها. ستهدم وتستبدل 333من منازل وشقق. في حين 473وحدات في الأبراج في شارع فانولي20، شارع أوقيستا 91 وميدان أوقيستا71 سيتم تجديدها. وإضافة 1540 وحدات سكنيه سوق ومنازل. مع تجزئة وحدات على الجانب الجنوب من غرب شارع دونداس. وإضافة الحدائق العامة الجديدة ومساحات راحة خاصة.

## الترفيه والثقافة
```
مسرح فنون استعراض موريال
 يقع في الحي. مدينه تورونتو تعمل حمام سباحه بالكسندرا بارك. في حين 
المركز الثقافي الاجتماعي
 
وفرع النصب التذكاري تشارلز ر. ساندرسون
 من 
المكتبة تورونتو العامة
. شاركة بناء على أراضي الكسندرا بارك، جزء من نظام حديقة بلدية تورونتو.
```

مركز الثقافي الاجتماعي أيضا منزل لمركز تعلم حي الكسندرا بارك.
يعرض برنامج معرفة الكتابة والقراءة للبالغين مهارات اساسيات معرفة الكتابة والقراءة (LBS) ودورات مدخل الأكاديمي والمهني (ACE). توفر الكسندرا بارك أيضا صالة تزلج في الهواء الطلق في فصل الشتاء. وتحوله إلى لوح تزلج في فصل الصيف. لوح التزلج الملقبة بحديقة تزلج دين بات تشير إلى موقعه في الزاوية من غرب شارع دونداس وشارع باثرست.

## التركيبة السكانية
التعداد السكاني 0039,00شملت التعداد السكاني الكندي لعام 2006 لالكسندرا بارك. ووفقا لتعداد الحي لديه 4,355من السكان. متوسط الدخل هو 19,687دولار أمريكي، ثاني أدني متوسط الدخل في تورونتو بعد حديقة ريجنت. عشر الأكثر لغات المتحدثة شيوعا في المدينة بعد اللغة الإنجليزية، هي:
1-	الكانتونية 17.9%
2-	غير محدد صينية 15.8%
3-	الماندرين 5.9%
4-	الفيتنامية 4.1%
5-	البنقالية 1.5%
6-	الفرنسية 1.3%
7-	الصومالية 1.2%
8-	البرتغالية 0.9%
9-	التغالوغ 0.7%
10-	البنجابية 0.3%

## المراجع

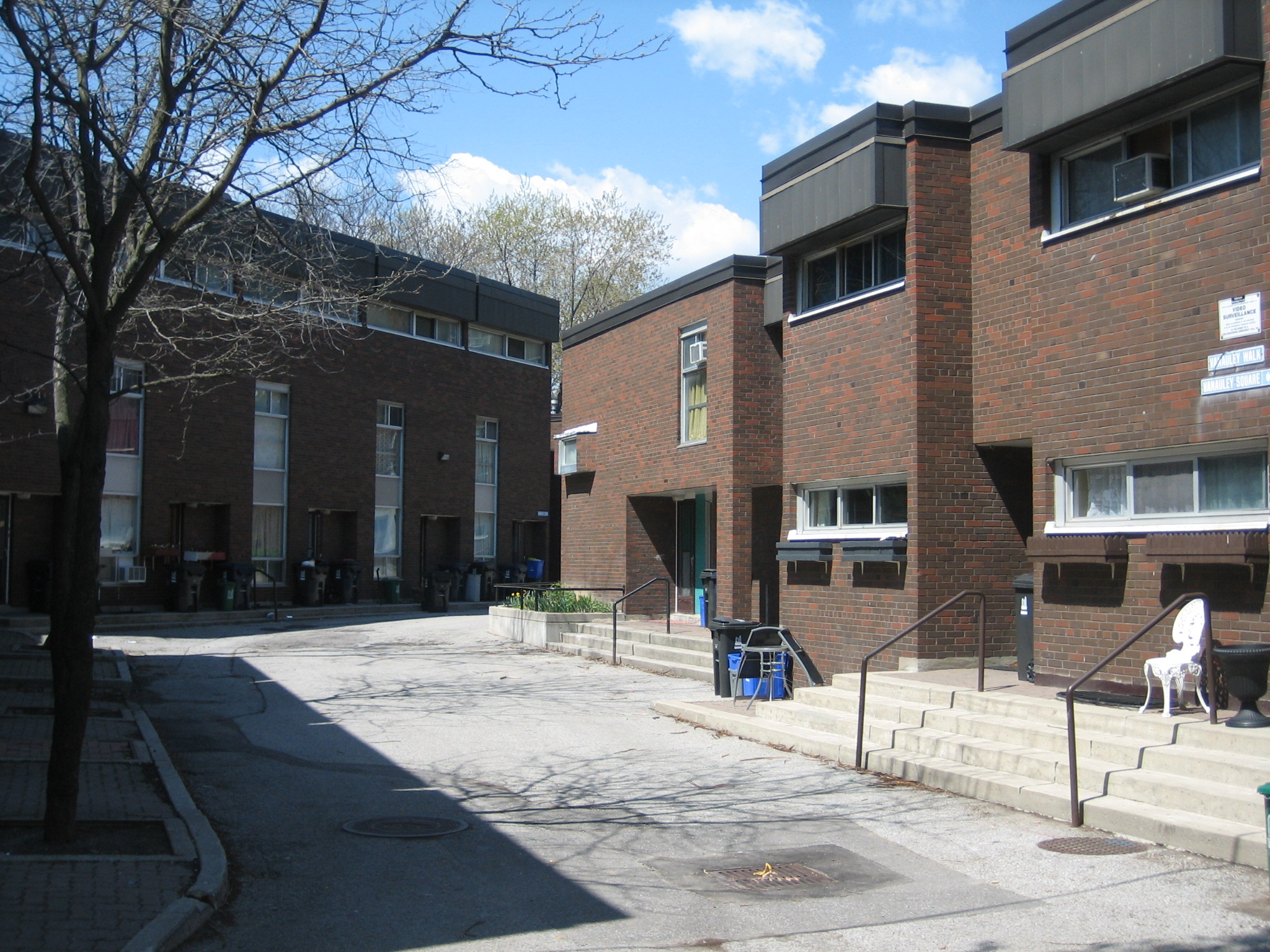
الكسندرا بارك، الحي، مباني في الكسندرا بارك

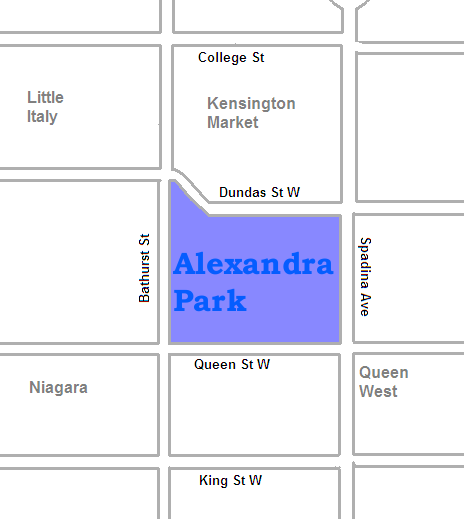
ليتل ايتالي (إيطاليا الصغيرة) – شارع باثرست - نياجارا شارع الكلية - سوق كنسينغتون - غرب شارع دونداس- الكسندرا بارك – غرب شارع كوين – غرب شارع كنق وشارع سبادينا – غرب كوين

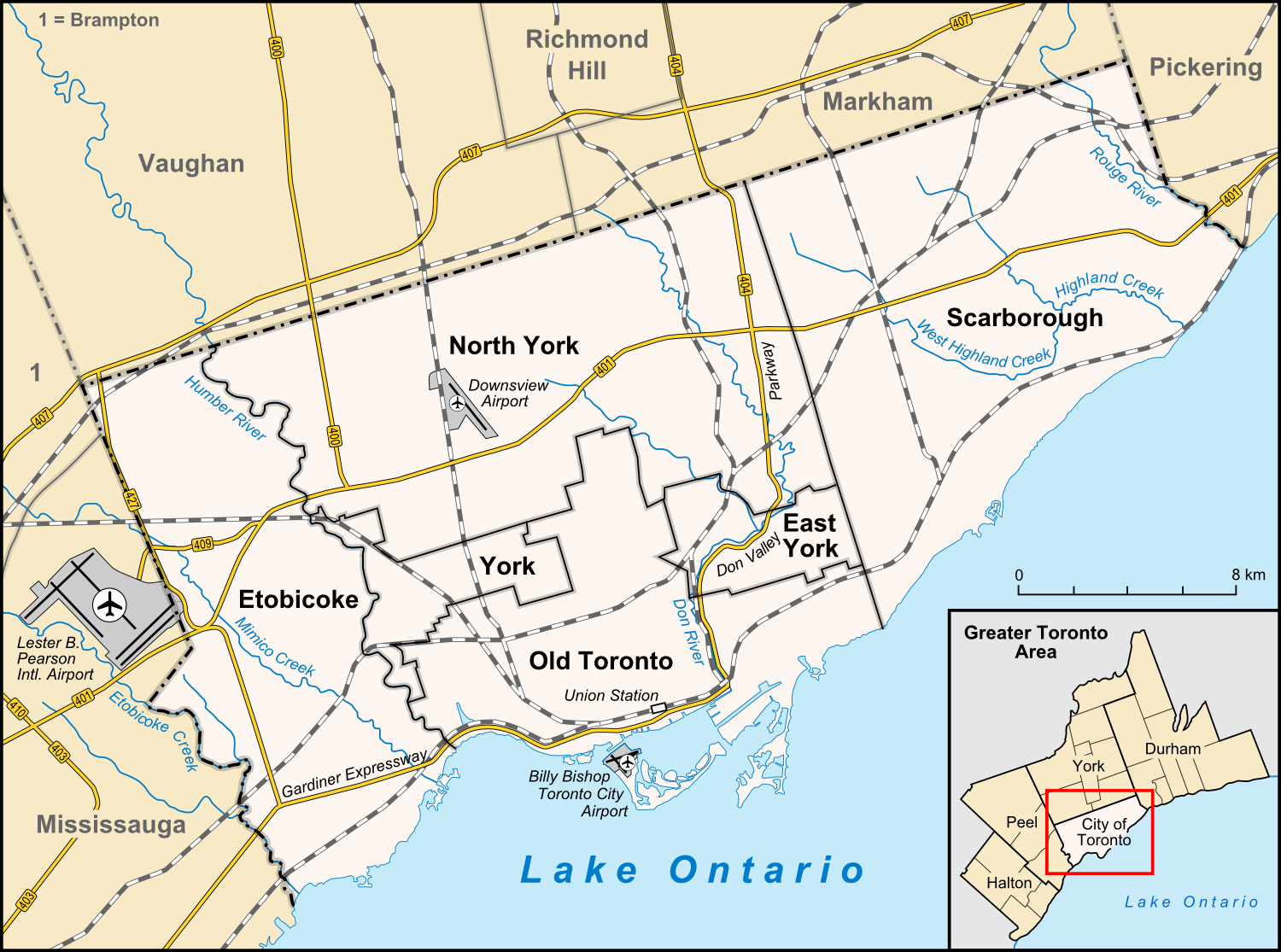
الموقع داخل تورونتو الإحداثيات:43-39شمال 79-24غرب البلدة: كندا المقاطعة: أونتاريو المدينة: تورونتو الحكومة رئيس الوزراء: آدم هيو (سبادينا- فورت يورك) عضو برلمان المقاطعة: هان دونغ (سبادينا – الثالوث) عضو مجلس: جو كريسي (جناح 20سبادينا – الثالوث)

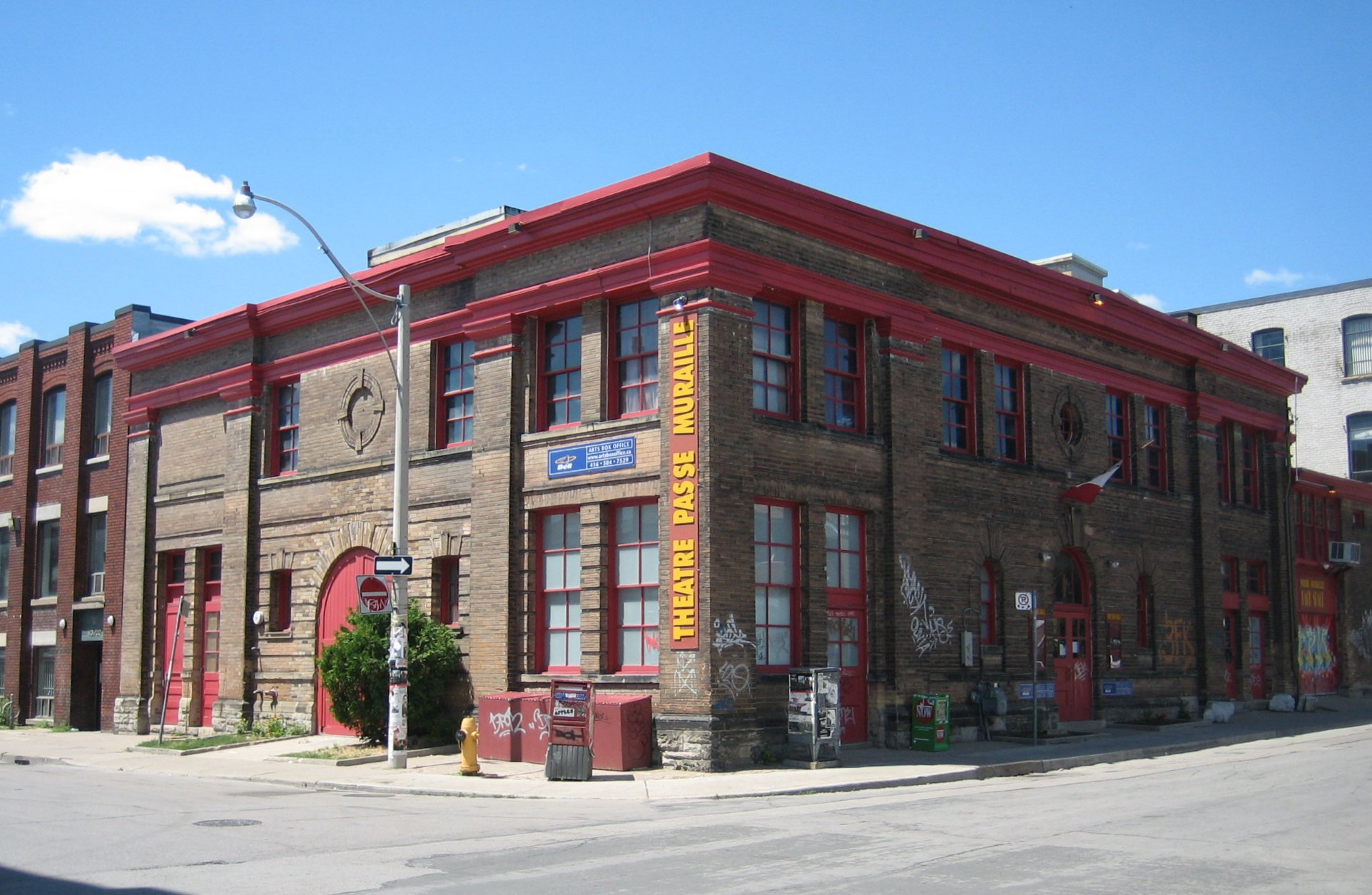
شركة مسرح فنون استعراض موريال مقرها في الكسندرا بارك.